# Paris Live Session
Paris Live Session è il secondo EP della cantante Lily Allen, pubblicato il 24 novembre 2009 esclusivamente in formato digitale dall'etichetta Regal Recordings. Include le esibizioni live svolte a Parigi di alcune delle sue canzoni incluse negli album Alright, Still e It's Not Me, It's You.

## Tracce
1. Fuck You – 3:53 (Lily Allen, Greg Kurstin)
2. 22 (Vingt-Deux) (feat. Ours) – 3:58 (Lily Allen, Greg Kurstin)
3. The Fear – 3:17 (Lily Allen, Greg Kurstin)
4. Littlest Things – 3:32 (Lily Allen, Herve Roy, Mark Ronson, Pierre Bachelet, Santi White)
5. Everyone's at It – 4:33 (Lily Allen, Greg Kurstin)